# 第一次摩洛哥危機
第一次摩洛哥危机又称为丹吉尔危机，在1905年3月至1906年5月发生，是欧洲列强因为摩洛哥苏丹國作为殖民地之事而引起的国际危机。
德意志帝国皇帝威廉二世于1905年3月31日造访摩洛哥丹吉尔，表示支持摩洛哥独立，公然挑战法蘭西第三共和国在摩洛哥的影响力，引发这次危机。1904年，法国與英國締結《挚诚协定》；同年，英國承认法国在摩洛哥的利益，令德国有感利益受损，故此以外交途径挑战法国，並企图藉此挑衅与测试法國、英國、俄羅斯帝國之間締結三国协约的实力(1907年三国協約才正式簽訂)。
德皇威廉二世的挑釁言论，引起法国民众普遍震怒。在得到英國的外交支持下，法国外长泰奥菲勒·德尔卡塞提倡在摩洛哥设立一个法屬保护国，并促请政府采取强硬立场；但是，法国政府擔心德國政府決議宣战，所以反对並迫使他下台。危机在6月达到高峰：德尔卡塞下台后，由温和派法国总理莫里斯·鲁维埃兼任外长。7月时，德国已受到孤立，所以法国同意以和平方法解决问题。然而，法德二國仍然剑拔弩张：德国在12月调动后备军队，而法国更在1906年1月派兵到与德国接壤的边境。
为了解决上述纠纷，1906年1月16日至4月7日期間，德国、奧匈、比利時、西班牙、美國、法国、英國、義大利、摩洛哥、荷蘭、葡萄牙、俄國、瑞典共十三國代表齊聚西班牙王國阿尔赫西拉斯舉行會議。在十三个与会国当中，只有奥匈支持德国；法国得到英国、俄國、義大利（儘管義大利和德國、奧匈締結三國同盟）、西班牙与美國的支持。最后，德国在5月31日接受一项协定：法国撤回部分对摩洛哥实施的管制，但依然控制部分重要地方，以及与西班牙保持对摩洛哥的警察控制权。
虽然阿尔赫西拉斯会议暂时解决德法二國在摩洛哥引起的外交衝突危機问题，然则德国的不满，是1911年的阿加迪爾危機前傳。结果，德国在此次危機的外交孤立窘境，使德国追求更具野心的外交政策。这次危机是後來在1914年爆發第一次世界大战的其中一次战前危机，严重恶化了强国之间的关系，間接導致一次大戰。